# Communauté d’agglomération Paris-Vallée de la Marne
Die Communauté d’agglomération Paris-Vallée de la Marne (offizielle Schreibweise: Communauté d’agglomération Paris - Vallée de la Marne ) ist ein französischer Gemeindeverband mit der Rechtsform einer Communauté d’agglomération im Département Seine-et-Marne in der Region Île-de-France. Der Gemeindeverband wurde am 1. Januar 2016 gegründet und besteht aus zwölf Gemeinden. Der Verwaltungssitz befindet sich im Ort Torcy.

## Historische Entwicklung
Der Gemeindeverband entstand mit Wirkung vom 1. Januar 2016 aus der Fusion der Vorgängerorganisationen
- Communauté d’agglomération de la Brie Francilienne,
- Communauté d’agglomération de Marne et Chantereine und
- Communauté d’agglomération de Marne la Vallée-Val Maubuée, Syndicat d’agglomération nouvelle du Val-Maubuée

## Mitgliedsgemeinden
| Gemeinde                                            | Einwohner 1. Januar 2022 | Fläche km² | Dichte Einw./km² | Code INSEE | Postleitzahl |
| --------------------------------------------------- | ------------------------ | ---------- | ---------------- | ---------- | ------------ |
| Brou-sur-Chantereine                                | 5.094                    | 4,28       | 1.190            | 77055      | 77177        |
| Champs-sur-Marne                                    | 26.661                   | 7,35       | 3.627            | 77083      | 77420        |
| Chelles                                             | 54.372                   | 15,90      | 3.420            | 77108      | 77500        |
| Courtry                                             | 7.107                    | 4,16       | 1.708            | 77139      | 77181        |
| Croissy-Beaubourg                                   | 1.969                    | 11,63      | 169              | 77146      | 77183        |
| Émerainville                                        | 7.536                    | 5,46       | 1.380            | 77169      | 77184        |
| Lognes                                              | 14.678                   | 3,37       | 4.355            | 77258      | 77185        |
| Noisiel                                             | 15.927                   | 4,35       | 3.661            | 77337      | 77187        |
| Pontault-Combault                                   | 38.941                   | 13,64      | 2.855            | 77373      | 77340        |
| Roissy-en-Brie                                      | 23.521                   | 13,65      | 1.723            | 77390      | 77680        |
| Torcy                                               | 22.939                   | 6,00       | 3.823            | 77468      | 77200        |
| Vaires-sur-Marne                                    | 13.791                   | 6,02       | 2.291            | 77479      | 77360        |
| Communauté d’agglomération Paris-Vallée de la Marne | 232.536                  | 95,81      | 2.427            | –          | –            |